# Patiño megye
Patiño egy megye Argentína északi részén, Formosa tartományban. Székhelye Comandante Fontana.

## Népesség
A megye népessége a közelmúltban a következőképpen változott:
| Év   | Lakosság |
| ---- | -------- |
| 2001 | 64 417   |
| 2010 | 68 581   |